# Saint-Yon
Saint-Yon é uma comuna francesa na região administrativa da Ilha de França, no departamento de Essonne. Estende-se por uma área de 4.66 km². Em 2010 a comuna tinha 911 habitantes (densidade: 195,5 hab./km²).